# اسلگلز
اسلگلز (به لاتین: Slagelse) یک منطقهٔ مسکونی در دانمارک است که در اسلیلسه، کمون دانمارک واقع شده‌است. اسلگلز ۱۶٫۲ کیلومتر مربع مساحت و ۳۴٬۰۱۵ نفر جمعیت دارد.

## خواهرخوانده
شهرهای استارگارت اشچچینسکی و ماریهام خواهرخوانده‌های اسلگلز هستند.